# 鄒倩琳
鄒倩琳（1966年4月17日—），是台灣新聞主播，曾任中天新聞台主播、美國天下衛視主播、美國ABC洛杉磯地方記者。

## 學歷
- 美國加州州立大學弗雷斯諾分校大眾傳播碩士

## 經歷
- ABC記者
- 天下衛視主播
- 中天新聞主播

## 外部連結
- 鄒倩琳的Facebook專頁